# Carolyn Zahn-Waxler
Carolyn Zahn-Waxler (* in Sturgeon Bay) ist eine US-amerikanische Entwicklungspsychologin, die sich vor allem mit der Erforschung von sozialen Emotionen und Empathie in der Kindheit beschäftigt hat. Sie arbeitete 35 Jahre am National Institute of Mental Health in Bethesda und hat danach als Honorary Fellow an der University of Wisconsin–Madison gelehrt.

## Leben
Ihr Vater wuchs auf einer Farm auf und war der erste in der Familie, der ein College besuchte und dann Banker wurde; sie lebte mit einer jüngeren Schwester in einer Problemfamilie auf dem Lande: Sowohl ihr Vater wie auch ihre Mutter waren Alkoholiker, wobei die Mutter zudem schwer depressiv war und in ihrem Verhalten zwischen Apathie und Wutausbrüchen wechselte. Die psychische Krankheit ihrer Mutter hat ihre Forschungsinteressen geprägt. Angeregt durch ihren Vater studierte sie an der University of Wisconsin und legte 1962 ihren B.A. in Psychologie ab, 1964 folgte hier der M.A. in Kinderpsychologie. Ermutigt durch ihren Psychologieprofessor Herbert Pick wechselte sie an die University of Minnesota für ein Doktoratsstudium und erwarb 1967 ihren Ph.D. in Child Psychology. In ihrer Dissertation untersuchte sie die Rolle verschiedener Arten von verzögerter Verstärkung beim Diskriminationslernen. Der Betreuer ihrer Arbeit war John Wright. Danach bekam sie eine Postdoc-Stelle am National Institute of Mental Health, wo sie zusammen mit Marian Radke-Yarrow in dem Laboratory of Developmental Psychology forschte. Hier begann sie mit ökologisch validen Untersuchungsverfahren (d. h. naturalistischen Beobachtungsmethoden zusammen mit experimentellen Untersuchungen), die soziale, emotionale und moralische Entwicklung ab dem Säuglingsalter und der frühen Kindheit zu untersuchen.
Nach dem Eintritt in den Ruhestand zogen sie und ihr Mann 2002 nach Madison, wo sie einige Jahre im Fachbereich Psychologie und dann als Honorary Fellow in verschiedenen Fachbereichen der University of Wisconsin wirkte. Sie war zuletzt Mitarbeiterin des Center for Investigating Healthy Minds am Waisman Center der University of Wisconsin.

## Werk
Sie hat vor allem Untersuchungen über den Ursprung und die Entwicklung von Empathie und fürsorglichem Verhalten, beginnend in den ersten Lebensjahren, durchgeführt. Ihre Studien ergaben, dass Kinder bereits im Alter von einem Jahr in der Lage sind, die Notlage anderer zu verstehen und empathische, prosoziale Verhaltensweisen an den Tag zu legen. Ihre Längsschnittstudien konzentrierten sich auf die Rolle von Genen, Temperament, Familienleben und Sozialisationserfahrungen, welche Mitgefühl und Altruismus bei Kindern fördern oder behindern. Zudem hat sie auch Längsschnittstudien über die Rolle von Emotionen bei der Entwicklung von Psychopathologie bei Jugendlichen sowie über Risiko- und Schutzfaktoren bei der Entwicklung von Verhaltensproblemen durchgeführt. Sie hat auch über die generationsübergreifende Übertragung von Depressionen von Müttern auf Töchter geforscht und sich für die Entstigmatisierung psychischer Erkrankungen eingesetzt.

## Ehrungen
- 2021: Distinguished Scientific Contributions to Child Development Award der Society for Research in Child Development[2]
- 2015: G. Stanley Hall Lifetime Achievement Award
- 2011: George A. Miller Award for an Outstanding Recent Article in General Psychology for their article "The developmental origins of a disposition toward empathy: Genetic and environmental contributions"
- 1997–1998: Präsidentin der Abteilung 7 der Entwicklungsabteilung der American Psychological Association

## Privates
Sie ist verheiratet mit ihrem Gatten Morris Waxler, der in Washington, DC. aufgewachsen ist. Nach vielen Berufsjahren sind sie nach Madison in ihrer Heimat Wisconsin gezogen. Das Paar feierte hier 2019 ihre goldene Hochzeit. In den frühen 70er Jahren haben sie Rebecca, ein 4,5 Monate altes Kind aus Korea, adoptiert. 2018 haben sie ihr früheres Haus verlassen und sind in das Capitol Lakes Retirement Center in der Innenstadt von Madison gezogen.

## Publikationen (Auswahl)
Herausgeberschaft
- Mit E. Mark Cummings; Ronald J. Iannotti (Hrsg.): Altruism and Aggression: Social and Biological Origins. Cambridge University Press, New York 1986, ISBN 978-0511752834.

Zeitschriftenartikel/Buchbeiträge
- Mit Elizabeth M. Planalp; Emily C. Hilton; Carol Van Hulle: Empathy as a Risky Strength: Associations With Parent and Child Depressive Symptoms in Middle Childhood. In: Social Development, 2025.
- Parenting Processes Mediate the Link Between Maternal Depressive Symptoms and Adolescent Psychopathology. In: Journal of child and family studies, 2022, 30 (10), S. 1–17.
- Mit A. Schoen; J. Decety: An interdisciplinary perspective on the origins of concern for others: Contributions from psychology, neuroscience, philosophy, and sociobiology. In: N. Roughley; T. Schramme: Forms of Fellow Feeling; Empathy, Sympathy, Concern and Moral Agency. Cambridge University Press, Cambridge 2018.
- Mit M. Davidov; R. Roth-Hanania; A. Knafo: Concern for others in the first year of life. In: Child Development Perspectives, 2013, 7 (2), S. 126–131.
- Mit S. H. Rhee; N. P. Friedman; D. L. Boeldt; R .E .Corley; J. K.Hewitt; A. Knafo; B. B. Lahey; J. L.Robinson; C. Van Hulle; I. D. Waldman; S. E. Young: Early concern and disregard for others as predictors of antisocial behavior. In: Journal of Child Psychology and Psychiatry, 2013, 54 (2), S. 157–166.
- Mit C. Van Hulle: Empathy, guilt and depression: When caring for others becomes costly to children. In: B. Oakley; A. Knafo; G. Mudhaven; D. Sloan Wilson (Hrsg.): Pathological Altruism. Oxford University Press, New York, NY 2011 (S. 243–259).
- Mit A. Knafo; C. Van Hulle; J. Robinson; S. H. Rhee: The developmental origins of a disposition toward empathy: Genetic and environmental contributions. In: Emotion, 2008, 8 (6), S. 737–752.
- Mit E. A. Shirtcliff; K. Marceau: Disorders of childhood and adolescence: Gender and psychopathology. In: Annual Review of Clinical Psychology, 2008, 4 (11.1–11.29), S. 1–29.
- Mit M. Radke-Yarrow; E. Wagner; M. Chapman: Development of concern for others. In: Developmental Psychology, 1992, 28 (1), S. 126–136.
- Social competence in young children's peer relations: Patterns of development and change. In: Child psychiatry & human development, 22 (1), 1991, S. 29–44.
- Mit Sarah L. Friedman; Morris Waxler; Milton W. Werthmann Jr.: Effects of physiologic jaundice on behavioral function in low-risk preterm infants. In: Journal of Applied Developmental Psychology, 1987, 8 (1), S. 53–66.
- Mit B. Hollenbeck; M. Radke-Yarrow: The origins of empathy and altruism. In M. W. Fox; L.D. Mickley (Hrsg.): Advances in animal welfare science 1984/85 (S. 21-41). The Humane Society of the United States, Washington, DC 1984.